# Liga Premier de Bielorrusia 2024
La Liga Premier de Bielorrusia 2024 fue la 34.ª edición de la Liga Premier de Bielorrusia. La temporada comenzó el 14 de marzo y finalizó el 7 de diciembre.
El Dinamo Minsk es el bicampeón de la competición.

## Formato de competición
Los dieciséis equipos participantes jugarán entre sí todos contra todos dos veces totalizando 30 partidos cada uno, al término de la fecha 30 el primer clasificado se coronará campeón y obtendrán un cupo para la primera ronda de la Liga de Campeones 2025-26, mientras que el segundo y tercer clasificado obtendrán un cupo para la primera ronda de la Liga Conferencia 2025-26; por otro lado los dos últimos clasificados descenderán a la Primera Liga de Bielorrusia 2025, mientras que el antepenúltimo lugar disputará una promoción de permanencia contra el tercer clasificado de la Primera Liga.
Un tercer cupo para la segunda ronda de la Liga Conferencia 2025-26 será asignado al campeón de la Copa de Bielorrusia.

## Ascensos y descensos
El último equipo clasificado de la temporada 2023, Belshyna Babruisk fue relegado a la Primera Liga de Bielorrusia de 2024. Su sustituto es el FC Arsenal Dzerzhinsk campeón de la Primera Liga Bielorrusa 2023, que regresa a la máxima categoría después de un año. El FC Dnepr Mogilev, subcampeón de la Primera Liga, también fue ascendido a la Liga Premier para aumentar el número de clubes participantes de la máxima categoría a 16 equipos.
El equipo en el puesto 14 de la última temporada (Energetik-BGU Minsk) descendió después de perder los playoffs contra el equipo en el tercer puesto de la Primera Liga de Bielorrusia, Vitebsk.
| Pos.  | Descendidos de la Liga Premier de Bielorrusia 2023 |
| ----- | -------------------------------------------------- |
| Prom. | Energetik-BGU Minsk                                |
| 15.º  | Belshyna Babruisk                                  |

| Pos.  | Ascendidos de la Primera Liga de Bielorrusia 2023 |
| ----- | ------------------------------------------------- |
| 1.º   | Arsenal Dzerzhinsk                                |
| 2.º   | Dnepr Mogilev                                     |
| Prom. | Vitebsk                                           |

## Información de los equipos
| Club                | Ciudad      | Estadio                    | Capacidad |
| ------------------- | ----------- | -------------------------- | --------- |
| Arsenal Dzerzhinsk  | Dziarzhynsk | City Stadium (Dziarzhynsk) | 1000      |
| BATE Borísov        | Borísov     | Borisov Arena              | 13 126    |
| Dinamo Brest        | Brest       | OSK Brestsky               | 10 169    |
| Dinamo Minsk        | Minsk       | Estadio Dinamo (Minsk)     | 22 246    |
| Dnepr Mogilev       | Maguilov    | Estadio Spartak (Maguilov) | 7350      |
| Gomel               | Gómel       | Estadio Central (Gomel)    | 14 000    |
| Isloch Minsk Raion  | Minsk       | Estadio FC Minsk           | 3000      |
| Minsk               | Minsk       | Estadio FC Minsk           | 3000      |
| Naftan Novopolotsk  | Navapólatsk | Estadio Atlant             | 4520      |
| Neman Grodno        | Grodno      | Estadio Neman              | 8500      |
| Shakhtyor Soligorsk | Saligorsk   | Estadio Stroitel           | 4200      |
| Slavia Mozyr        | Mazyr       | Estadio Yunost (Mozyr)     | 5133      |
| Slutsk              | Slutsk      | City Stadium (Slutsk)      | 1896      |
| Smorgon             | Smarhón     | Estadio Yunsot (Smorgon)   | 3500      |
| Torpedo Zhodino     | Zhódino     | Estadio Torpedo (Zhodino)  | 6524      |
| Vitebsk             | Vítebsk     | Vitebsky CSK               | 8144      |

## Tabla de posiciones
| Pos. | Equipo                  | Pts. | PJ | G  | E  | P  | GF | GC | Dif. | Clasificación 2025-26                       |
| ---- | ----------------------- | ---- | -- | -- | -- | -- | -- | -- | ---- | ------------------------------------------- |
| 1    | Dinamo Minsk (C)        | 68   | 30 | 20 | 8  | 2  | 50 | 13 | +37  | Primera ronda de la Liga de Campeones       |
| 2    | Neman Grodno            | 65   | 30 | 20 | 5  | 5  | 45 | 19 | +26  | Primera ronda de la Liga de Conferencia     |
| 3    | Torpedo Zhodino         | 62   | 30 | 18 | 8  | 4  | 45 | 21 | +24  | Primera ronda de la Liga de Conferencia     |
| 4    | Dinamo Brest            | 49   | 30 | 14 | 7  | 9  | 62 | 37 | +25  | Primera ronda de la Liga de Conferencia     |
| 5    | Vitebsk                 | 47   | 30 | 14 | 5  | 11 | 33 | 25 | +8   |                                             |
| 6    | Gomel                   | 44   | 30 | 11 | 11 | 8  | 37 | 30 | +7   |                                             |
| 7    | Isloch Minsk Raion      | 41   | 30 | 11 | 8  | 11 | 36 | 30 | +6   |                                             |
| 8    | BATE Borísov            | 40   | 30 | 11 | 7  | 12 | 38 | 38 | 0    |                                             |
| 9    | Slutsk                  | 39   | 30 | 11 | 6  | 13 | 26 | 41 | −15  |                                             |
| 10   | Arsenal Dzerzhinsk      | 38   | 30 | 10 | 8  | 12 | 29 | 36 | −7   |                                             |
| 11   | Slavia Mozyr            | 35   | 30 | 8  | 11 | 11 | 28 | 33 | −5   |                                             |
| 12   | Smorgon                 | 32   | 30 | 7  | 11 | 12 | 32 | 51 | −19  |                                             |
| 13   | Minsk                   | 28   | 30 | 6  | 10 | 14 | 28 | 44 | −16  |                                             |
| 14   | Naftan Novopolotsk (O)  | 26   | 30 | 5  | 11 | 14 | 27 | 44 | −17  | Play-offs de descenso                       |
| 15   | Dnepr Mogilev (D)       | 18   | 30 | 3  | 9  | 18 | 27 | 58 | −31  | Descenso a Primera Liga de Bielorrusia 2025 |
| 16   | Shakhtyor Soligorsk (D) | 2    | 30 | 5  | 7  | 18 | 19 | 45 | −26  | Descenso a Primera Liga de Bielorrusia 2025 |

Actualizado a los partidos jugados el 7 de diciembre de 2024.
 Fuente: Soccerway
Criterios de clasificación: 1) Puntos; 2) puntos entre sí; 3) diferencia de goles entre sí; 4) Goles marcados en los duelos entre sí; 5) Diferencia de Goles 6) Partidos ganados; 7) Goles.
Notas:
1. ↑  Al Shakhtyor Soligorsk se le redujeron 20 puntos para la temporada 2024 como resultado de un escándalo de amaño de partidos.[3]

## Resultados
| Local \ Visitante   | ARS | BAT | DBR | DMI | DNE | GOM | ISL | MIN | NAF | NEM | SHA | SLA | SLU | SMO | TZH | VIT |
| ------------------- | --- | --- | --- | --- | --- | --- | --- | --- | --- | --- | --- | --- | --- | --- | --- | --- |
| Arsenal Dzerzhinsk  | —   | 2–0 | 0–2 | 1–2 | 3–1 | 1–0 | 3–1 | 0–0 | 0–3 | 0–4 | 2–0 | 1–1 | 1–0 | 2–0 | 0–1 | 1–1 |
| BATE Borísov        | 3–2 | —   | 3–1 | 0–2 | 1–1 | 1–3 | 1–1 | 0–1 | 1–1 | 0–3 | 1–1 | 1–0 | 6–0 | 7–4 | 1–2 | 1–0 |
| Dinamo Brest        | 2–1 | 2–0 | —   | 1–1 | 6–1 | 1–1 | 3–2 | 3–0 | 2–2 | 2–2 | 3–0 | 3–0 | 1–2 | 4–1 | 0–1 | 1–1 |
| Dinamo Minsk        | 2–0 | 1–0 | 1–0 | —   | 2–0 | 2–0 | 2–0 | 2–0 | 2–2 | 2–1 | 3–2 | 2–0 | 2–0 | 5–0 | 0–0 | 1–1 |
| Dnepr Mogilev       | 0–0 | 1–1 | 0–3 | 0–2 | —   | 0–1 | 1–3 | 1–1 | 0–3 | 0–2 | 2–3 | 1–2 | 2–3 | 2–1 | 1–1 | 1–2 |
| Gomel               | 5–0 | 2–0 | 2–1 | 0–1 | 1–1 | —   | 0–0 | 2–0 | 2–1 | 2–3 | 1–2 | 0–0 | 1–2 | 2–1 | 0–0 | 0–0 |
| Isloch Minsk Raion  | 0–2 | 1–2 | 1–1 | 0–1 | 1–1 | 1–0 | —   | 3–0 | 3–0 | 2–0 | 0–0 | 0–0 | 0–0 | 3–2 | 0–1 | 1–0 |
| Minsk               | 1–2 | 0–1 | 3–2 | 0–0 | 2–2 | 3–1 | 3–2 | —   | 1–1 | 0–2 | 0–0 | 1–1 | 0–1 | 2–3 | 1–2 | 1–2 |
| Naftan Novopolotsk  | 0–0 | 0–0 | 3–6 | 1–2 | 2–1 | 0–2 | 2–1 | 0–2 | —   | 0–0 | 0–0 | 0–1 | 1–4 | 1–1 | 1–1 | 0–4 |
| Neman Grodno        | 1–0 | 1–0 | 2–0 | 0–0 | 3–1 | 1–1 | 0–3 | 4–0 | 2–1 | —   | 1–0 | 1–0 | 2–0 | 2–1 | 1–0 | 0–1 |
| Shakhtyor Soligorsk | 0–3 | 1–3 | 0–4 | 0–3 | 1–2 | 1–2 | 0–1 | 0–1 | 0–0 | 0–1 | —   | 1–3 | 1–2 | 2–2 | 1–0 | 1–0 |
| Slavia Mozyr        | 3–0 | 2–3 | 1–1 | 1–1 | 2–0 | 0–0 | 2–1 | 1–1 | 1–0 | 0–1 | 0–1 | —   | 0–0 | 0–0 | 0–2 | 1–2 |
| Slutsk              | 1–1 | 0–1 | 1–4 | 0–5 | 0–1 | 1–1 | 1–3 | 1–0 | 0–1 | 2–0 | 0–0 | 1–0 | —   | 0–0 | 1–0 | 2–0 |
| Smorgon             | 1–0 | 0–0 | 0–2 | 1–0 | 0–0 | 2–2 | 1–1 | 1–1 | 1–0 | 0–0 | 2–0 | 3–3 | 4–1 | —   | 0–4 | 0–3 |
| Torpedo Zhodino     | 1–1 | 2–0 | 3–1 | 1–1 | 4–2 | 2–2 | 1–0 | 2–2 | 2–1 | 1–4 | 1–0 | 3–0 | 1–0 | 2–0 | —   | 3–0 |
| Vitebsk             | 0–0 | 1–0 | 2–0 | 1–0 | 2–1 | 0–1 | 0–1 | 2–1 | 2–0 | 0–1 | 2–1 | 2–3 | 2–0 | 0–1 | 0–1 | —   |

## Promoción por la permanencia
El equipo que finalizó en el puesto 14 de esta temporada jugó un play-off por la permanencia contra el equipo ubicado en tercer lugar de la Primera Liga de Bielorrusia 2024 por un lugar en la Liga Premier de Bielorrusia 2025.
| Equipo 1           | Agr. | Equipo 2      | Ida | Vuelta |
| ------------------ | ---- | ------------- | --- | ------ |
| Naftan Novopolotsk | 5–1  | Niva Dolbizno | 3–1 | 2–0    |

| 4 de diciembre de 2024 | Niva Dolbizno | 1:3 (1:2) | Naftan Novopolotsk                             | Estadio de la Ciudad de Dolbizno, Dolbizno |                           |
| 15:00 (EEST)           | Yuschenko 31' | Reporte   | Pranovich 4' · Paparyha 40' (pen.), 59' (pen.) | Árbitro(s): Dmitri Markov                  | Árbitro(s): Dmitri Markov |

| 7 de diciembre de 2024 | Naftan Novopolotsk         | 2:0 (0:0) (Global 5:1) | Niva Dolbizno | Estadio Atlant, Novopolotsk |                           |
| 14:00 (EEST) | Paparyha 54' · Suchkov 85' | Reporte                |               | Árbitro(s): Igor Shumilov   | Árbitro(s): Igor Shumilov |
| Naftan Novopolotsk mantiene su plaza en la Liga Premier al ganar la promoción con un marcador global de 5-1. Niva Dolbizno continúa en la Primera Liga |                            |                        |               |                             |                           |

## Goleadores
Actualizado el 2 de diciembre de 2024.
| Pos. | Jugador            | Equipo             | Goles |
| ---- | ------------------ | ------------------ | ----- |
| 1    | Rody Effaghe       | Gomel              | 17    |
| 2    | Egor Kortsov       | Dinamo Brest       | 15    |
| 2    | Maksim Skavysh     | Torpedo Zhodino    | 15    |
| 4    | Pavel Savitskiy    | Neman Grodno       | 14    |
| 5    | Mikhail Gordeychuk | Dinamo Brest       | 13    |
| 6    | Aleksandr Shestyuk | Isloch Minsk Raion | 11    |
| 7    | German Barkovsky   | Dynamo Brest       | 9     |
| 7    | Roman Paparyha     | Naftan Novopolotsk | 9     |
| 7    | Oralkhan Omirtayev | BATE Borisov       | 9     |
| 7    | Karen Vardanyan    | Vitebsk            | 9     |